# Paul Pîrșan
Paul Pîrșan, S-a născut în 28 februarie 1956, în localitatea Șerbănești (județul Olt). A absolvit Facultatea de Agronomie și are doctorat în domeniu. Este profesor universitar la U.S.A.M.V.B.T. și în prezent deține funcția de decan al Facultății de Agricultură, este noul Rector Universitatea de Științe Agricole și Medicină Veterinară a Banatului din Timișoara.